# Мікулаш Ющик
Микулаш Ющик (або Микола Ющик, словац. Mikuláš Juščík, 15 лютого 1948 р., село Габура) — словацький політик українського походження, колишній депутат Національної Ради Словацької Республіки від Комуністичної партії Словаччини (в 2002—2006 роках).

## Життєпис
Народився в селі Габура Меджилабірському окрузі Пряшівського краю в українській сім'ї. В 2002 році був одним з 11 депутатів-комуністів, уперше й востаннє обраних до Національної Ради Словацької Республіки. Був членом парламентського комітету охорони навколишнього середовища. В 2006 році не спромігся переобратися до парламенту.
Наразі є старостою села Габура Меджилабірському окрузі.